# طلای خوراکی

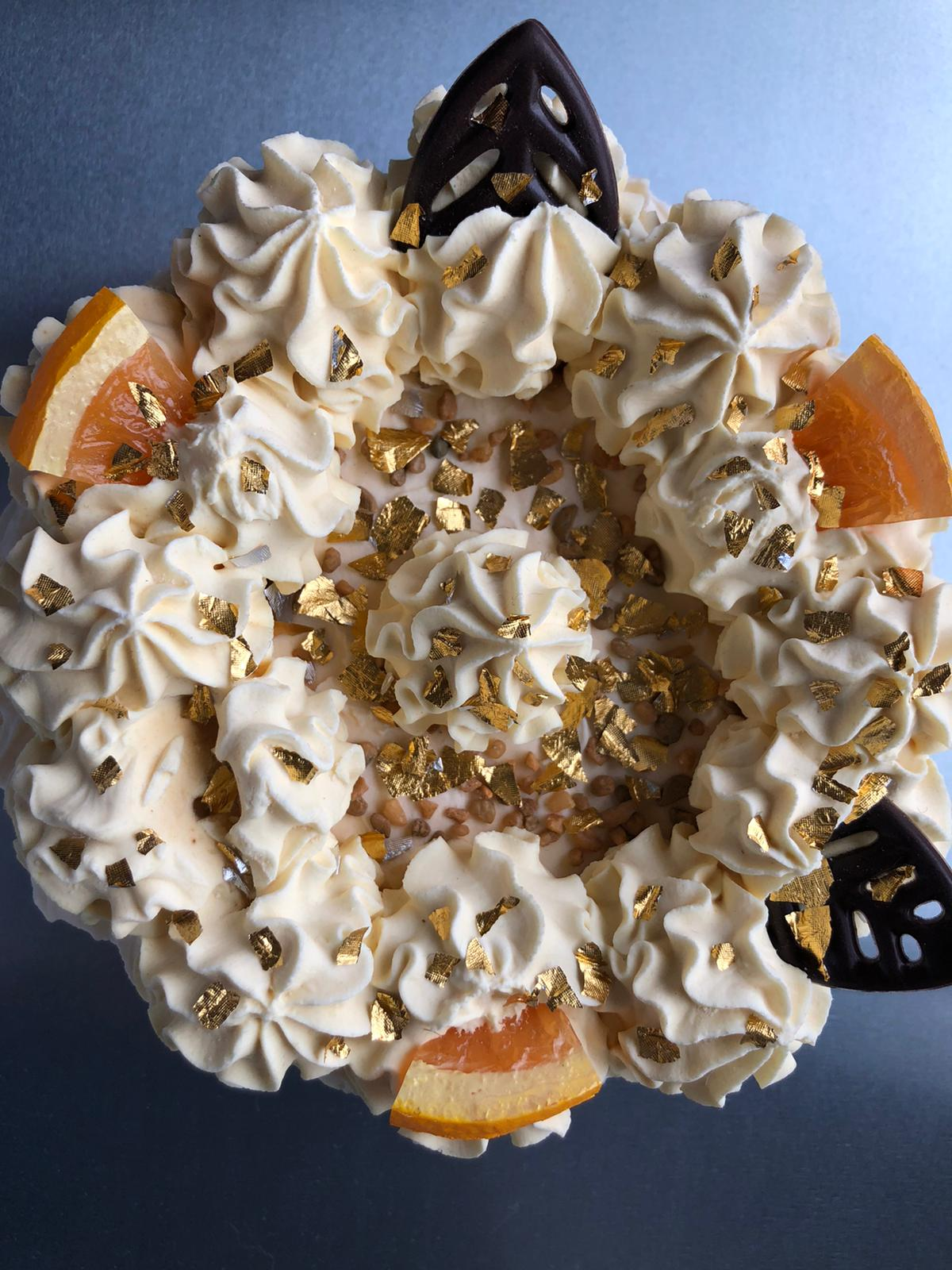
کیک با تکه‌های طلا

طلای خوراکی نوعی خاص از طلا است که توسط نهادهای نظارتی در اتحادیه اروپا و ایالات متحده به عنوان یک افزودنی غذایی با کد E 175 مجوز گرفته‌است و می‌توان از آن در غذاها، نوشیدنی‌ها، شراب و سایر مشروبات الکلی و به‌منظور تزئین سوشی، کیک، کلوچه و بستنی استفاده کرد. خوردن طلا از نظر بیولوژیکی بی‌اثر است و هیچ فایده و مضرات شناخته شده‌ای ندارد. طلا برخلاف بسیاری از فلزات دیگر در هوا و محیط مرطوب، اکسید و دچار خوردگی نمی‌شود. طلای خوراکی باید دارای استانداردهای مربوط به ایمنی مواد غذایی باشد و برای جلوگیری از ایجاد هر نوع عفونت یا خطری برای بدن، باید خالص باشد.

## در تاریخ
قدمت طلای خوراکی به گذشته‌های دور برمی‌گردد و می‌توان آن را در بسیاری از مناطق جهان و در دوره‌های تاریخی مختلف یافت. اولین شواهد در مورد استفاده از طلای خوراکی در مصر باستان، مربوط به حدود ۵۰۰۰ سال پیش است. مصری‌ها همچنین از طلا برای پاکسازی ذهنی، جسمی و روحی استفاده می‌کردند زیرا معتقد بودند که این کار، اثرات معنوی و الهی دارد. کیمیاگران اسکندریه داروهای مختلف و اکسیرهایی با طلای قابل نوشیدن تهیه می‌کردند و باور داشتند که این ترکیبات بر بازسازی و جوان‌سازی بدن تأثیر دارد. اعتقاد بر این است که کلئوپاترا این‌گونه از درمان‌ها را هر شب به‌صورت حمام با طلا و استفاده از ماسک صورت از طلای خالص انجام می‌داده‌است.
طلای خوراکی در دربار پادشاهان کشورهای اروپایی در قرون وسطی، جهت تزئین غذا و به عنوان نمادی از تجمل و اعتبار در میان درباریان اجرا می‌شد. پزشکان دربار معتقد بودند که طلا به درمان آرتروز و سایر مشکلات بدن کمک می‌کند.

## اثرات سلامتی
طلا یک فلز نجیب است و به همین دلیل در بدن انسان واکنشی نشان نمی‌دهد. این بدان معناست که در طول فرایند گوارش جذب بدن و وارد جریان خون نمی‌شود. بنابراین خوردن آن بی‌خطر است. با این حال، هیچ مزیت تغذیه‌ای یا سلامتی در ارتباط با مصرف آن وجود ندارد. عیار طلای خوراکی باید ۲۳ تا ۲۴ باشد. جواهرات معمول، ممکن است حاوی درصدی از فلزات دیگر باشند و در صورت مصرف، سمی باشند. اثرات و ایمنی E-175 برای اولین بار در ۱۹۷۵ مورد بررسی قرار گرفت و در سال ۲۰۱۶ توسط EFSA (سازمان ایمنی مواد غذایی اروپا) به‌عنوان یک افزودنی غذایی یا رنگ خوراکی مجدداً ارزیابی شد. این آژانس مجوز استفاده از طلا به عنوان یک افزودنی غذایی را در مقادیر کوانتومی در پوشش خارجی شیرینی‌ها و جهت تزئین خوراکی‌هایی مانند شکلات و مشروبات، تحت شرایطی خاص صادر کرده‌است.

## تولید

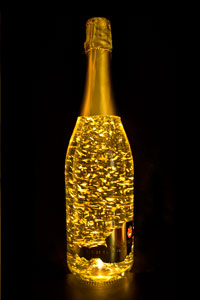
طلای خوراکی

در سراسر جهان چندین تولیدکننده متخصص در تولید طلای خوراکی وجود دارند. به عنوان مثال، در ایتالیا Giusto Manetti Battiloro Sp A، برگه‌های طلا و نقره را برای اهداف آشپزی و تزئینی تولید می‌کند. در انگلستان، یکی از بزرگ‌ترین تأمین‌کنندگان طلا و نقرهٔ خوراکی، Conneisseur Gold است. این تولیدکنندگان دارای طیف وسیعی از مشتریان از سوپرمارکت‌های بزرگ و زنجیره‌ای، تولیدکنندگان پودینگ کریسمس، رستوران‌های منتخب میشلن، توزیع‌کنندگان موادغذایی مانند کیک و شیرینی، شرکت‌های آرایشی و بهداشتی و افراد (برای مصارف خانگی) هستند.
در بازار آسیا، Horikin Ltd، پیشگام تولید ورق طلا در ژاپن است. در ژاپن به‌طور سنتی و آیینی از طلا در چای استفاده می‌شود.
خریداران اصلی طلای خوراکی، رستوران‌های لوکس و مجلل هستند که می‌خواهند نمادی از ثروت را به غذا افزوده و تجربه جدیدی را برای مشتریان خود فراهم کنند. معروف‌ترین رستوران‌هایی که در منوی غذاهای خود برخی از غذاها را با طلا قرار داده‌اند در دبی، مالت، نیویورک، واشینگتن، دی.سی. و لندن مستقر هستند. با این‌حال، این روند حتی در رستوران‌های کوچک گسترش یافته و امروزه ورق‌های طلای خوراکی یا پودر طلا را می‌توان به راحتی در بازار آنلاین نیز پیدا کرد.
هم‌اکنون بسیاری از سرآشپزها از طلای خوراکی در رستوران‌های خود استفاده می‌کنند. از جمله رستوران خانه استیک نصرت گوکچه در دبی، سرندیپیتی ۳ در نیویورک، پیتزا مارگو در کشور مالت، هارد راک کافی در میدان تایمز در نیویورک و ایل مارچسینو در شهر میلان.